# SC Cambuur-Leeuwarden in het seizoen 2010/11
Deze pagina geeft informatie en diverse statistieken van voetbalclub SC Cambuur-Leeuwarden in het seizoen 2010/11.
Cambuur speelde dit seizoen in de Eerste divisie. Het was het 42e seizoen in de Eerste divisie voor Cambuur. Het seizoen ving aan op maandag 28 juni met de eerste training op de Hertgang. Traditioneel was de eerste oefenwedstrijd tegen VV DTD, dit jaar op vrijdag 2 juli.
Stanley Menzo begon als trainer van de A-selectie met de voorbereiding op het seizoen. Op 27 oktober aanvaardde hij per direct de functie van assistent-trainer bij Vitesse. Assistent-trainer Alfons Arts nam de functie van hoofdcoach (ad-interim) over. Vanaf 10 november functioneerde Henk de Jong als assistent-trainer (tot 1 januari 2011 ook nog in functie als hoofdtrainer van topklasser Harkemase Boys).
In het toernooi om de KNVB beker stroomde Cambuur in de derde ronde in, op 22 september was de zondag Topklasser VVSB de tegenstander. Cambuur won de uitwedstrijd met 2-0. Op 9 november verloor Cambuur in de vierde ronde de thuiswedstrijd met 1-4 van RKC Waalwijk.
In de reguliere competitie eindigde Cambuur op de vijfde plaats, met 22 punten achterstand op divisiekampioen RKC Waalwijk. In de Play-offs was Cambuur in de eerste ronde vrij. In de tweede ronde trof Cambuur de nummer twee van de competitie, FC Zwolle. Na eerst de thuiswedstrijd met 2-1 te hebben gewonnen, stond na 90 minuten de stand in de uitwedstrijd ook op 2-1 voor de thuisclub. In de verlenging werd niet gescoord en uiteindelijk werd Cambuur uitgeschakeld in de strafschoppenserie (7-6).

## Uitslagen

### Oefenwedstrijden
| Datum | Thuisclub                             | Uitclub            | Uitslag | Score / gebruikte spelers (Cambuur) |
| ----- | ------------------------------------- | ------------------ | ------- | --- |
| 02/07 | VV DTD (Cornjum)                      | SC Cambuur         | 1-5     | Koç (0-1), Huymans (0-2), De Vries (0-3), Peter Jan Schuts (1-3), Van der Heide (1-4), Schepers (1-5) Beekmans, Van Boxel, Díaz, Ghoochannejhad, Hese, Jansen, Te Loeke, Maachi, Meul, Van der Ree, Türk, De Visscher en Nathanel Cathalina (stagiair), Tony Lombardie (stagiair),                             |
| 03/07 | Regioteam VV Nijlân (Nijland)         | SC Cambuur         | 0-8     | Van der Heide (0-1), Türk (0-2), Maachi (0-3), De Visscher (0-4 (s), 0-8), Ghoochannejhad (0-5, 0-6, 0-7) Beekmans, Van Boxel, Díaz, Hese, Huymans, Jansen, Koç, Te Loeke, Van der Ree, Schepers, De Vries en Nathanel Cathalina (stagiair)                                                                    |
| 09/07 | Regioteam VV Bergum                   | SC Cambuur         | 1-3     | Klaas de Boer (1-0), Diaz (1-1), Ghoochannejhad (1-2), Ramon Giro (stagiair; 1-3), Filip Krstic (stagiair), overigen onbekend |
| 10/07 | Regioteam SC Kootstertille            | SC Cambuur         | 0-11    | Koç (0-1, 0-6), Hese (0-2), Maachi (0-3), Huymans (0-4, 0-5), Schepers (3x), Van Boxel (1x), Nathanel Cathalina (stagiair) (1x) Beekmans, Díaz, Ghoochannejhad, Van der Heide, Jansen, Meul, Van der Ree, Türk, De Visscher, De Vries en Ramon Giro (stagiair)                                                 |
| 16/07 | SC Cambuur (veld VV Foarút, Menaldum) | Helmond Sport      | 0-2     | Haemhouts (0-1), van Leerdam (0-2) Beekmans, Van Boxel, Díaz, Ghoochannejhad, Van der Heide, Hese, Huymans, Jansen, Koç, Maachi, Meul, Van der Ree, Schepers, Türk, De Visscher, De Vries en Filip Krstic (stagiair)                                                                                           |
| 22/07 | SC Cambuur (veld SC Franeker)         | Plymouth Argyle FC | 3-3     | Craig Noone (0-1), Joe Mason (0-2, 0-3) Ghoochannejhad (1-3, 2-3), Van Boxel (3-3) Beekmans, Díaz, Guijt, Van der Heide, Hese, Jansen, Koç, Te Loeke, Maachi, Van der Ree, Türk, De Visscher en De Vries |
| 27/07 | SC Cambuur (in Garderen)              | Ergotelis FC       | 1-1     | Van der Ree (0-1, e.d.), Ghoochannejhad (1-1) Beekmans, Van Boxel, Díaz, Guijt, Van der Heide, Hese, Huymans, Jansen, Koç, Maachi, Meul, De Visscher, De Vries en Nathanel Cathalina (stagiair) |
| 30/07 | Sivasspor (in Loenen)                 | SC Cambuur         | 3-0     | doelpunten makers onbekend Beekmans, Van Boxel, Díaz, Ghoochannejhad, Guijt, Van der Heide, Hese, Huymans, Jansen, Koç, Te Loeke, Maachi, Van der Ree, Türk, De Visscher, De Vries en Nathanel Cathalina (stagiair)                                                                                            |
| 06/08 | SC Cambuur                            | BV Veendam         | 1-0     | Maachi (1-0) Beekmans, Van Boxel, Díaz, Ghoochannejhad, Guijt, Van der Heide, Hese, Jansen, Koç, Meul, Van der Ree, Türk, De Vries en Stefan Maletic (testspeler) |
|       |                                       |                    |         | |
| 06/01 | ONS Sneek                             | SC Cambuur         | 0-4     | Maachi (0-1), Van der Heide (0-2), Ghoochannejhad (0-3, 0-4) Beekmans, Van Boxel, Díaz, Guijt, Kapralik, Te Loeke, Luirink, Van der Ree, Rustenberg, Schepers, De Vries, Wau |
| 08/01 | HHC Hardenberg                        | SC Cambuur         | 3-2     | Renco van Eeken (1-0, 2-0), Van der Heide (1-2), Maachi (2-2), Wesley Wakker (3-2) Beekmans, Van Boxel, Díaz, Ghoochannejhad, Guijt, Jansen, Kapralik, Luirink, Te Loeke, Van der Ree, Schepers, De Vries, Wau                                                                                                 |
| 17/01 | Sneek Wit Zwart                       | SC Cambuur         | 3-8     | Maachi (0-1), De Vries (0-2), Sido Grin (1-2), Van der Heide (1-3), Ghoochannejhad (1-4), Elwin Kloosterman (2-4), Ghoochannejhad (2-5), Erwin Swart (3-5), Ghoochannejhad (3-6), Guijt (3-7), Maachi (3-8) Beekmans, Van Boxel, Díaz, Hese, Jansen, Kapralik, Luirink, Van der Meulen, Van der Ree, Türk, Wau |

### Competitie
| #              | Datum          | Toesch. (thuis) | Thuisclub       | Uitclub         | Uitslag        | Doelpunten | Kaarten (Cambuur)                                                       | #              |
| Eerste periode | Eerste periode | Eerste periode  | Eerste periode  | Eerste periode  | Eerste periode | Eerste periode | Eerste periode                                                          | Eerste periode |
| -------------- | -------------- | --------------- | --------------- | --------------- | -------------- | --- | ----------------------------------------------------------------------- | -------------- |
| 1              | 13/08          |                 | FC Dordrecht    | SC Cambuur      | 0-1            | 66' 0-1 Van der Heide |                                                                         | 2              |
| 2              | 20/08          | 8.000           | SC Cambuur      | FC Emmen        | 2-1            | 50' 1-0 Maachi, 78' 2-0 Ghoochannejhad, 84' 2-1 G. de Vries                                                                                | 26' Beekmans, 48' Van Boxel, 63' De Vries                               | 2              |
| 3              | 27/08          | 7.236           | SC Cambuur      | AGOVV           | 0-1            | 12' 0-1 Laghmouchi | 40' Türk                                                                | 6              |
| 4              | 03/09          |                 | Almere City FC  | SC Cambuur      | 0-4            | e.d. 25' 0-1 Troost, s 65' 0-2 Beekmans, 89' 0-3 Ghoochannejhad, 90' 0-4 De Vries                                                          | 38' Jansen                                                              | 3              |
| 5              | 12/09          |                 | Go Ahead Eagles | SC Cambuur      | 1-2            | 10' 0-1 Koç, 90+3' 0-2 Ghoochannejhad, 90+4' 1-2 Van Beukering                                                                             | 12' Rustenburg, 44' Diaz, 58' Jansen, 85' Hese, 90+5' Meul              | 2              |
| 6              | 17/09          | 7.554           | SC Cambuur      | BV Veendam      | 0-1            | 90' 0-1 Kolder | 34' Koç                                                                 | 5              |
| 7              | 25/09          |                 | FC Den Bosch    | SC Cambuur      | 3-3            | 7' 1-0 Verhoek, 10' 1-1 Beekmans, 16' Türk 38' Verhoek, 51' Verhoek, 55' Hese                                                              |                                                                         | 7              |
| 8              | 01/10          |                 | Fortuna Sittard | SC Cambuur      | 2-1            | 10' 1-0 Geenen, 54' 1-1 Guijt, 69' Geenen                                                                                                  |                                                                         | 8              |
| Tweede periode |                |                 |                 |                 |                | |                                                                         |                |
| 9              | 15/10          | 6.548           | SC Cambuur      | RKC             | 1-1            | 4' 1-0 Türk, 86' 1-1 Boerrigter | 71' Diaz                                                                | 8              |
| 10             | 22/10          |                 | Helmond Sport   | SC Cambuur      | 2-0            | 40' 1-0 Veldmate, 51' 2-0 Fernandes De Britc                                                                                               | 54' Kapralik                                                            | 9              |
| 11             | 29/10          | 6.450           | SC Cambuur      | Telstar         | 2-1            | 42' 1-0 Maachi, 49' 1-1 Gyasi, 76' 2-1 Koç                                                                                                 | 55' Jansen                                                              | 8              |
| 12             | 05/11          |                 | FC Volendam     | SC Cambuur      | 2-1            | 33' 1-0 Kramer, 86' 1-1 Van der Heide, 93' 2-1 Kramer                                                                                      | 80' Diaz, 84' Guijt                                                     | 9              |
| 13             | 12/11          | 6.511           | SC Cambuur      | Sparta          | 3-1            | 31' 0-1 Voskamp, p 35' 1-1 Maachi, 59' 2-1 Kapralik, 82' 3-1 Van der Heide                                                                 | 38' Kapralik, 40' Türk, 49' Rustenberg, 61' Diaz, 78' Jansen, ?' Maachi | 6              |
| 14             | 19/11          |                 | FC Eindhoven    | SC Cambuur      | 3-0            | 49' 1-0 Vansimpsen, 75' 2-0 Vansimpsen, 89' 3-0 Kantelberg                                                                                 | 18' Beekmans, 44' Kapralik, 82' Van der Ree                             | 8              |
| 15             | 26/11          | 6.114           | SC Cambuur      | RBC             | 2-0            | 63' 1-0 Diaz, 90' 2-0 Diaz |                                                                         | 7              |
| 16             | 03/12          | 6.268           | SC Cambuur      | MVV             | 2-2            | 16' 0-1 Borgers, 25' 1-1 Diaz, 49' 2-1 Van der Heide, 54' 2-2 Borgers                                                                      |                                                                         | 6              |
| Derde periode  |                |                 |                 |                 |                | |                                                                         |                |
| 17             | 12/12          |                 | FC Zwolle       | SC Cambuur      | 2-0            | 8' 1-0 Scheurs, 39' 2-0 Scheurs | 4' Rustenberg, 39' Guijt                                                | 6              |
| 19             | 14/01          | 5.850           | SC Cambuur      | FC Dordrecht    | 3-0            | 61' 1-0 Schepers, 66' 2-0 Diaz, 86' 3-0 De Vries                                                                                           | 38' Van Boxel, 68' Van der Heide                                        | 5              |
| 20             | 24/01          | 5.117           | SC Cambuur      | Helmond Sport   | 1-2            | 28' 0-1 Esajes, 71' 0-2 Veldmate, 90' 1-2 Ghoochannejhad                                                                                   | 74' Luirink, 90+1' Ghoochannejhad                                       | 10*            |
| 21             | 29/01          |                 | AGOVV           | SC Cambuur      | 3-3            | 32' 1-0 Bruinier, 45' 1-1 De Vries, 59' 2-1 Bruinier, 71' 2-2 Van der Heide, 73' 2-3 Schepers, 84' 3-3 Tailor                              | 25' Luirink                                                             | 10             |
| 22             | 06/02          |                 | Sparta          | SC Cambuur      | 1-3            | 7' 0-1 Türk, 52' 0-2 Ghoochannejhad, 55' 0-3 Ghoochannejhad, 68' 1-3 Godee                                                                 | 9' Van der Wal, 29' Türk, 43' Van der Laan, 50' De Vries, 61' Van Boxel | 7              |
| 23             | 11/02          | 5.950           | SC Cambuur      | FC Eindhoven    | 2-1            | 21' 1-0 Schepers, 59' 2-0 Türk, s83' 2-1 Van Boekel                                                                                        | 34' Luirink, 58' Van der Heide, 82' Van derLaan                         | 7              |
| 18             | 17/12 14/02    |                 | FC Emmen        | SC Cambuur      | 0-4            | 38' 0-1 Ghoochannejhad, 58' 0-2 Ghoochannejhad, 66' 0-3 Türk, 70' 0-4 Ghoochannejhad                                                       | 18' van der Laan                                                        | 7              |
| 24             | 18/02          |                 | RBC             | SC Cambuur      | 2-2            | 28' 1-0 Zuidam, 53' 1-1 Diaz, 77' 1-2 Ghoochannejhad, 79' 2-2 Toet                                                                         | 78' Luirink, 90+4' Guijt                                                | 7              |
| Vierde periode |                |                 |                 |                 |                | |                                                                         |                |
| 25             | 25/02          | 6.322           | SC Cambuur      | FC Volendam     | 2-2            | 30' 1-0 Ghoochannejhad, 32' 2-0 Beekmans, 40' 2-1 Kruys, 41' 2-2 Platje                                                                    | 66' van der Wal                                                         | 6              |
| 26             | 07/03          |                 | Telstar         | SC Cambuur      | 3-0            | 60' 1-0 Plat, s 83' 2-0 Plat, 93' 3-0 Plat                                                                                                 | 61' Hese, 82' Van der Laan                                              | 7              |
| 27             | 11/03          | 5.948           | SC Cambuur      | Almere City FC  | 4-0            | 11' 1-0 De Vries, 26' 2-0 De Vries, 42' 3-0 De Vries, 72' 4-0 Van der Heide                                                                | 64' Van der Wal, 82' Türk                                               | 6              |
| 28             | 20/03          | 6.674           | SC Cambuur      | Go Ahead Eagles | 4-3            | 14' 0-1 van der Biezen, 37' 0-2 van der Biezen, 45' 1-2 Luirink, 62' 2-2 Prent, 67' 3-2 De Vries, 81' 3-3 van der Biezen, 88' 4-3 De Vries | 21' De Vries, 87' van der Laan                                          | 5              |
| 29             | 01/04          |                 | BV Veendam      | SC Cambuur      | 1-1            | s 40' 0-1 Ghoochannejhad, 60' 1-1 Cijntje                                                                                                  | 73' Hese, 83' Luirink, 85' van der Wal, 86' de Vries                    | 5              |
| 30             | 11/04          | 5.788           | SC Cambuur      | FC Den Bosch    | 2-2            | 10' 0-1 Bakx, 36' 0-2 van Moorsel, 67' 1-2 Beekmans, 90' 2-2 de Vries                                                                      | 45' Guijt, 78' van der Heide, 84' Beekmans, 87' Bossman                 | 5              |
| 31             | 17/04          |                 | RKC             | SC Cambuur      | 4-1            | 11' 1-0 Braber, 31' 2-0 Benson, s 53' 3-0 Benson, 90+1' 4-0 de Groot, 90+3' 4-1 Diaz                                                       | 21' Hese, 27' Luirink, 52' Meul, 89' van der Heide                      | 6              |
| 32             | 22/04          | 5.635           | SC Cambuur      | Fortuna Sittard | 2-1            | 7' 0-1 John, 54' 1-1 Luirink, 76' 2-1 de Vries                                                                                             |                                                                         | 5              |
| Periodeloos    |                |                 |                 |                 |                | |                                                                         |                |
| 33             | 29/04          |                 | MVV             | SC Cambuur      | 1-3            | 63' 0-1 de Vries, 68' 0-2 Schepers, 71' 1-2 Daemen 83' 1-3 Türk                                                                            | 11' van der Wal                                                         | 5              |
| 34             | 06/05          | 7.947           | SC Cambuur      | FC Zwolle       | 3-3            | 20' 0-1 Ars, 27' 1-1 Ghoochannejhad, 64' 1-2 Ars 79' 2-2 de Vries, 90+1' 2-3 Wildschut, 90+3' 3-3 de Vries                                 | 74' Türk                                                                | 5              |
|                |                |                 |                 |                 |                | |                                                                         |                |
| Totaal         | Totaal         | 109.912         |                 |                 |                | 64 (Cambuur) |                                                                         |                |
| Gemiddeld      | Gemiddeld      | 6.465           |                 |                 |                | 1,88 (Cambuur) |                                                                         |                |

* Vanaf deze ronde inclusief de inmiddels toegekende 3 punten in mindering vanwege het niet op orde hebben van de financiële boekhouding.
| Speler               | AW |    |   |   |   |
| -------------------- | -- | -- | - | - | - |
| Paul Beekmans        | 34 | 4  | 3 | 0 | 0 |
| David Meul           | 34 | 0  | 2 | 0 | 0 |
| Kévin Diaz           | 32 | 6  | 4 | 0 | 0 |
| Danny Guijt          | 31 | 1  | 3 | 0 | 1 |
| Sandor van der Heide | 27 | 6  | 4 | 0 | 0 |
| Oğuzhan Türk         | 27 | 6  | 5 | 0 | 0 |
| Léon Hese            | 25 | 0  | 3 | 0 | 1 |
| Reza Ghoochannejhad  | 24 | 13 | 2 | 0 | 0 |
| Mark de Vries        | 24 | 13 | 4 | 0 | 0 |
| Robert van Boxel     | 19 | 0  | 3 | 0 | 0 |
| Nassir Maachi        | 19 | 3  | 1 | 0 | 0 |
| Dennis van der Ree   | 19 | 0  | 1 | 0 | 0 |
| Gijs Luirink         | 16 | 2  | 6 | 0 | 0 |
| Bob Schepers         | 16 | 4  | 0 | 0 | 0 |
| Serhat Koç           | 15 | 2  | 1 | 0 | 0 |
| Dennis van der Wal   | 15 | 0  | 5 | 0 | 0 |
| Rudy Jansen          | 14 | 0  | 4 | 0 | 0 |
| Zdenko Kapralik      | 10 | 1  | 2 | 0 | 1 |
| Alexander Prent      | 10 | 1  | 0 | 0 | 0 |
| Randy Rustenberg     | 10 | 0  | 3 | 0 | 0 |
| Martijn van der Laan | 8  | 0  | 4 | 0 | 1 |
| Norair Mamedov       | 7  | 0  | 0 | 0 | 0 |
| Kelvin Bossman       | 5  | 0  | 1 | 0 | 0 |
| Danny Post           | 2  | 0  | 0 | 0 | 0 |
| Nuelson Wau          | 2  | 0  | 0 | 0 | 0 |
| Sicco Bouwer         | 0  | 0  | 0 | 0 | 0 |
| Lucas Bijker         | 0  | 0  | 0 | 0 | 0 |
| Frits Dantuma        | 0  | 0  | 0 | 0 | 0 |
| Robert te Loeke      | 0  | 0  | 0 | 0 | 0 |
| Kevin van der Meulen | 0  | 0  | 0 | 0 | 0 |
| Jelle Wagenaar       | 0  | 0  | 0 | 0 | 0 |

| Periode   | Positie | AW | W - G - V   | Pnt | v-t   |
| --------- | ------- | -- | ----------- | --- | ----- |
| 1e        | 8       | 8  | 4 - 1 - 3   | 13  | 13-9  |
| 2e        | 10      | 8  | 3 - 2 - 3   | 11  | 11-12 |
| 3e        | 6       | 8  | 4 - 2 - 2   | 14  | 18-11 |
| 4e        | 9       | 8  | 3 - 3 - 2   | 12  | 16-16 |
| Eindstand | 5       | 34 | 15 - 9 - 10 | 51  | 64-52 |

### Na-competitie
| PO | Datum | Toesch. \| \| width=12%\| Thuis | Uit        | Uitslag    | Doelpunten   | Kaarten (Cambuur)                                         | Selectie                                   | |
| -- | ----- | ------------------------------- | ---------- | ---------- | ------------ | --------------------------------------------------------- | ------------------------------------------ | --- |
| 2  | 19/05 | 8.330                           | SC Cambuur | FC Zwolle  | 2-1          | 52' 0-1 Schreurs 60' 1-1 De Vries 89' 2-1 De Vries        | 30' Schepers 57' Guijt                     | D: Meul; V: vd Wal, vd Laan, Luirink, Diaz (80, Hese) M: Guijt, Beekmans, Türk (71, vd Heide) A: Ghoochannejhad (83, Prent), de Vries, Schepers |
| 2  | 22/05 | 7.340                           | FC Zwolle  | SC Cambuur | 2-1 ns (7-6) | 13' 0-1 De Vries 67' 1-1 Van der Haar 90+2' 2-1 Wildschut | 79' Meul 83' Prent 90+3' De Vries 95' Hese | D: Meul; V: vd Wal, Luirink, vd Laan, Diaz (77, Hese) M: Türk, vd Heide (69, Guijt), Beekmans A: Ghoochannejhad, de Vries, Schepers (68, Prent) |

### KNVB beker
| Datum | Ronde | Toesch. (thuis) | Thuisclub  | Uitclub      | Uitslag | Doelpunten                                                                              | Kaarten (Cambuur)    |
| ----- | ----- | --------------- | ---------- | ------------ | ------- | --------------------------------------------------------------------------------------- | -------------------- |
| 22-09 | 3e    |                 | VVSB       | SC Cambuur   | 0-2     | 78' 0-1 Guijt, 82' 0-2 Ghoochannejhad                                                   | Koç                  |
| 09/11 | 4e    | 4.061           | SC Cambuur | RKC Waalwijk | 1-4     | p. 36' 0-1 Benson, 45' 0-2 De Groot, 60' 0-3 Boerrigter, 70' 1-3 Türk, 80' 1-4 Van Hout | Vander Heide, Jansen |